# Tusba
Tusba (em turco: Tuşba) é um município e distrito da área metropolitana e província de Vã, Turquia. O distrito, situado na margem oriental do lago de Vã, tem 1 948 km² de área e em dezembro de 2021 tinha 163 320 habitantes (densidade: 83,8 hab./km²).

## Subdivisões
O distrito de Tusba é formado por 67 bairros (almofalas; mahalles):
- Abdurramangazi (Abdurrahmangazi)
- Adeguzel (Adıgüzel)
- Aquechaorene (Akçaören)
- Aquechifte (Akçift)
- Acopru (Akköprü)
- Alabaier (Alabayır)
- Alacoi (Alaköy)
- Altentepe (Altıntepe)
- Aressu (Arısu)
- Axete (Aşit)
- Atmaca
- Aianes (Ayanıs)
- Badaxane (Bağdaşan)
- Bardacche (Bardakçı)
- Beiuzumu (Beyüzümü)
- Calcale (Halkalı)
- Calejique (Kalecik)
- Caraache (Karaağaç)
- Cassemolu (Kasımoğlu)
- Quele (Kelle)
- Cochecoi (Koçköy)
- Colsatane (Kolsatan)
- Cosluca (Kozluca)
- Cunluca (Kumluca)
- Chaquerbei (Çakırbey)
- Chitorene (Çitören)
- Chobanolu (Çobanoğlu)
- Cholpane (Çolpan)
- Chomacle (Çomaklı)
- Daonu (Dağönü)
- Deirmenozu (Değirmenözü)
- Derebei (Derebey)
- Dibequeduzu (Dibekdüzü)
- Dilinli (Dilimli)
- Ermisler (Ermişler)
- Essepenar (Esenpınar)
- Guedelova (Gedelova)
- Golu (Göllü)
- Goliaze (Gölyazı)
- Gulsunler (Gülsünler)
- Guvencheli (Güvençli)
- Ianlezache (Yanlızağaç)
- Iaileiaca (Yaylıyaka)
- Ienlije (Yemlice)
- Ienicosque (Yeniköşk)
- Iexilcoi (Yeşilköy)
- Iexilsu (Yeşilsu)
- Isquele (İskele)
- Istassione (İstasyon)
- Iunrutepe (Yumrutepe)
- Janique (Canik)
- Meidanjeque (Meydancık)
- Molacassem (Mollakasım)
- Ocacle (Ocaklı)
- Otluca
- Oscainaque (Özkaynak)
- Oziurte (Özyurt)
- Pirgaripe (Pirgarip)
- Queder (Hıdır)
- Xalantaxe (Sağlamtaş)
- Xaquegueldi (Şahgeldi)
- Satebei (Satıbey)
- Xensibei (Şemsibey)
- Seirantepe (Seyrantepe)
- Tabanle (Tabanlı)
- Tevecli (Tevekli)
- Topactaxe (Topaktaş)